# الیکایی سرخسی
الیکایی سرخسی (نام علمی: Oreoscopus gutturalis) نام یک گونه از خانواده چکاوک اقیانوسیه است.